# Ludwig von Milewski

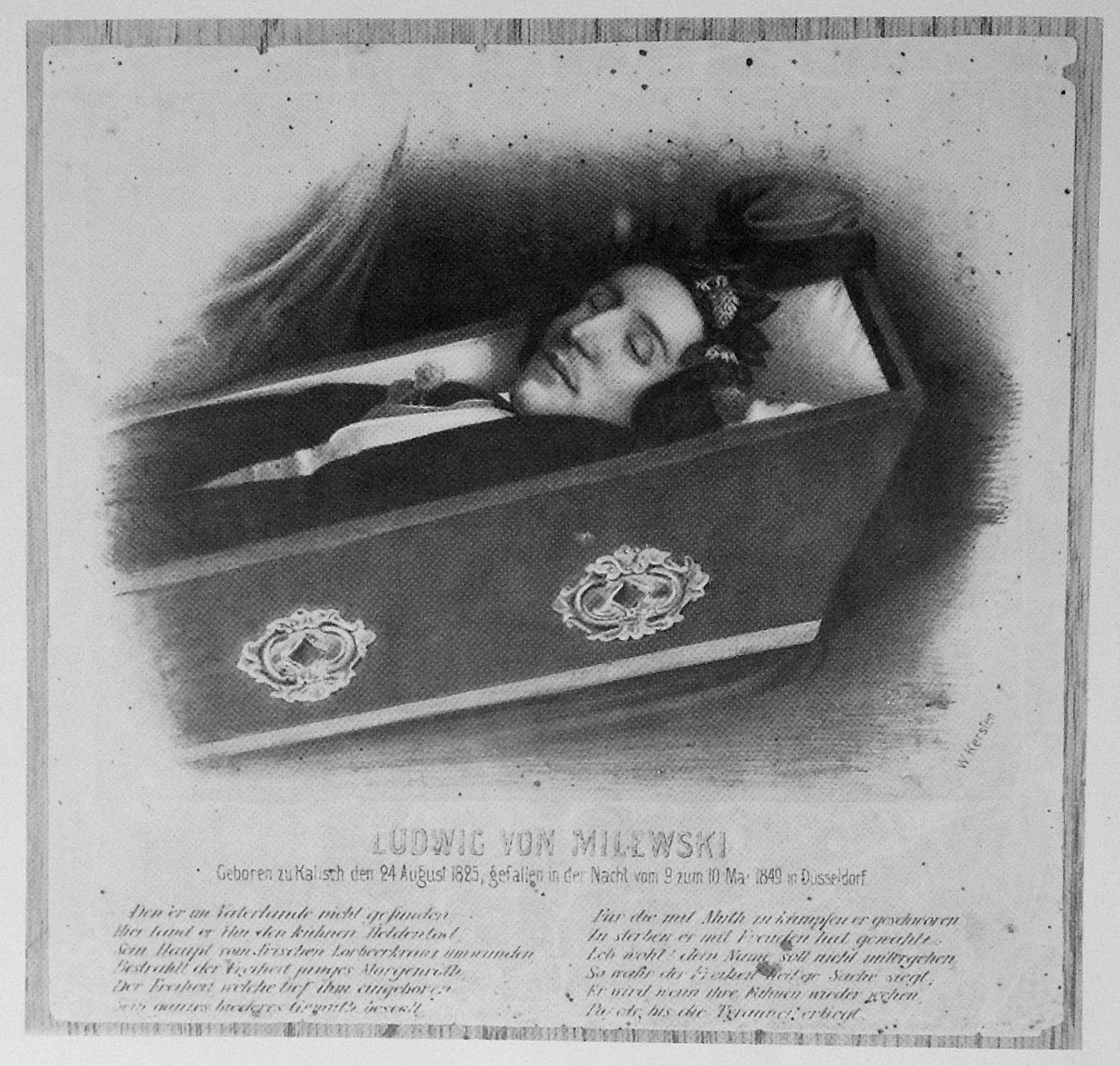
Ludwig von Milewski, Lithografie von W. Kersten, 1849, Stadtmuseum Landeshauptstadt Düsseldorf

Ludwig von Milewski, auch Ludwig Milewsky (* 24. August 1825 in Kalisch, Kongresspolen; † in der Nacht vom 9. zum 10. Mai 1849 in Düsseldorf), war ein polnischer Maler. Er wurde als Anführer revolutionärer Straßenkämpfer beim Maiaufstand 1849 in Düsseldorf auf einer Barrikade erschossen. Das dramatische Ereignis wurde von Zeitgenossen als Opfertod verstanden, eine Darstellung seiner Aufbahrung wurde als Lithografie verbreitet.  

## Leben
Über das Leben Milewskis ist wenig bekannt. In den Jahren 1844 bis 1845 hatte er bei Karl Ferdinand Sohn Malerei studiert. Sohn gehörte zu den Lehrern der Kunstakademie Düsseldorf, die sich gemeinsam mit ihren Studenten an den Vorgängen während der Deutschen Revolution 1848/1849 beteiligten. So hatte er für das Fest der deutschen Einheit, das von Demokraten am 6. August 1848 auf dem Düsseldorfer Friedrichsplatz veranstaltet wurde, eine allegorische Germaniastatue entworfen.
Als sich im Mai 1849 die Revolution auch in der Rheinprovinz zuspitzte, nachdem der preußische König Friedrich Wilhelm IV. die konstitutionell begrenzte, ihm von der Kaiserdeputation angetragene Kaiserwürde über ein Deutsches Reich abgelehnt hatte, war Milewski wie einige andere Akademieschüler im Düsseldorfer Volksklub engagiert, einer örtlichen Vereinigung von Anhängern der Ideen des Republikanismus und Sozialismus unter der Führung von Julius Wulff, die enge Beziehungen zum Kölner Arbeiterverein unterhielt. In der Düsseldorfer Zeitung veröffentlichte er einen Aufruf an die Bürger, die preußische Staatsregierung zu drängen, den Polen die Freiheit zu geben. Auch Milewskis Bruder war im Rahmen der revolutionären Ereignisse politisch sehr aktiv, so dass sich die Polizei mit dem Gedanken trug, die Gebrüder auszuweisen. Während der Reichsverfassungskampagne war Milewski ein Anführer von Aufständischen, die in Düsseldorf durch Straßenkampf und den Versuch der Besetzung von Amtsgebäuden gegen die preußische Obrigkeit vorgingen. Am 7. Mai 1849 hatte der kommissarische Regierungspräsident Friedrich von Spankeren den Belagerungszustand verhängt. Als am 9. Mai 1849 der Gerresheimer Arzt Peter Joseph Neunzig vom Fenster des Wohnhauses Lorenz Cantadors am Düsseldorfer Marktplatz zum bewaffneten Kampf aufgerufen und sich die Nachricht verbreitet hatte, dass in Elberfeld die Republik proklamiert worden sei und dass Militär aus der Düsseldorfer Garnison dorthin marschiere, kam es in der Stadt zum Barrikadenbau und zum Angriff bewaffneter Bürger auf Rathaus und Hauptwache. Die anschließenden blutigen Kampfhandlungen zwischen Bürgern und preußischem Militär, die 16 Todesopfer auf Seiten der Aufständischen forderten, dauerten von 9 Uhr abends bis zum Morgen des 10. Mai 1849 um 5 Uhr. In diesen Kämpfen befehligte Milewski eine Barrikade in der Grabenstraße und erlitt eine tödliche Schussverletzung. Der Schuss eines preußischen Infanteristen soll Milewski getroffen haben, als er auf die Barrikade sprang, um die Soldaten aufzufordern, nicht auf das Volk zu schießen.

## Rezeption
Das dramatische Ereignis wurde als Opfertod verstanden und Milewski bei seiner Bestattung auf dem Golzheimer Friedhof als Held gefeiert. Hunderte kamen, um seinen Sarg zu schmücken, der ganz in Rot ausgekleidet war. Der feierliche Vorbeimarsch gestaltete sich zu einer regelrechten Demonstration, so dass Militär eingesetzt wurde, um sie zu unterbinden. Eine Darstellung seiner Aufbahrung wurde als Lithografie verbreitet. Der taubstumme Düsseldorfer Stilllebenmaler Joseph Wilms fertigte 1849 ein Vanitas-Stillleben und Erinnerungsbild an Milewski, das den Titel Die Hinterlassenschaft des Ludwig von Milewski trägt und heute im Stadtmuseum Landeshauptstadt Düsseldorf inventarisiert ist. Dieses Bild zeigt eine Vielzahl von Gegenständen, die das Leben Milewskis und den politischen Zusammenhang seines Todes symbolisieren sollen, etwa das Statut der Bürger-Garde zu Düsseldorf, einen Hambacher Hut mit schwarz-rot-goldener Kokarde sowie eine Steinschlosspistole des Fabrikats Kuchenreuter.
Milewskis Grabmal, das 1852 auf dem Golzheimer Friedhof von Milewskis Eltern aufgestellt worden war, wurde 1948 von Feld IX auf Feld VII versetzt. 2016 beschloss die Bezirksvertretung 1 der Stadt Düsseldorf, die Verwaltung zu bitten, das Grabmal wieder an seinen ursprünglichen Platz zu translozieren. Ferner beschloss die Bezirksvertretung die Bitte an die Verwaltung, am nördlichen Ende des Golzheimer Friedhofs einen Gedenkort für alle Opfer des Bürgeraufstandes 1848/1849 zu errichten. Hierzu liegt ein Modell des Künstlers Ramon Graefenstein vor, der eine bauliche Anlage mit Kreuzen in einer kreisförmigen Anordnung entworfen hat.